# Lector de codi de barres

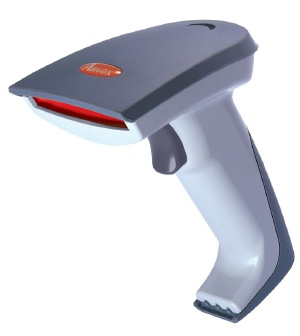
Lector de codi de barres

Un codi ISBN, a dalt, i el corresponent codi de barres EAN-13, a baix.

Un lector de codi de barres és el dispositiu que mitjançant un raig làser permet llegir un codi de barres i introduir-lo en un ordinador. Com els escàners, es compon d'una font de llum, una lent i un sensor de llum traduint impulsos òptics en elèctrics. A més, gairebé tots els lectors de codis de barres contenen xips "descodificadors" d'anàlisi de les dades de la imatge del codi de barres proporcionats pel sensor i l'enviament de continguts del codi per al port de sortida de l'escàner.

## Tipus de lectors de codis de barres
Els tipus de lectors es poden dividir de la següent manera:

### Llapis òptic
El llapis òptic consisteix en una font de llum i un fotodíode que es col·loquen un al costat a l'altre en la punta o en el tub. Per llegir un codi de barres, la punta s'ha de moure a través de les barres a una velocitat relativament uniforme. El fotodíode mesura la intensitat de la llum reflectida des de la font de llum que travessa cada barra i espai en el codi imprès. El fotodíode genera una ona que s'utilitza per mesurar les amplades de les barres i espais en el codi de barres. Les barres fosques en el codi de barres absorbeixen la llum, i els espais en blanc la reflecteixen de manera que forma una ona de tensió generada pel fotodíode del qual en fa una representació de la barra i el patró d'espai del codi de barres. Aquesta ona és descodificada pel lector de manera semblant als punts i ratlles del codi Morse.

### Làser de pistola
Els lectors amb làser funcionen de la mateixa manera que el llapis òptic excepte que utilitzen un feix de làser com a font de llum i normalment fan servir un mirall oscil·lador o un prisma que gira per escanejar el làser reflectit fent-lo entrar al lector. Com en el llapis òptic, s'utilitza un fotodíode per mesurar la intensitat de la llum reflectida al lector. Tant amb els llapis òptics com els làsers, la llum emesa pel lector és ràpidament variada en brillantor com a patró de dades i el fotodíode està dissenyat per detectar senyals només amb el mateix patró modulat.

### Lectors CCD
Els lectors de CCD utilitzen tot un conjunt de centenars de petits sensors de llum alineats en una fila al cap del lector. Cada sensor mesura la intensitat de la llum immediatament davant seu. Cada sensor de llum en el lector CCD és extremadament petit, ja que hi ha centenars de sensors alineats en filera, el patró de voltatge és idèntic al patró d'un codi de barres que és generat en el lector seqüencialment per mesurar els voltatges a través de cada sensor de la filera. La diferència important entre un lector CCD i un llapis òptic o un escàner de làser és que el lector CCD mesura la llum ambiental que emet el codi de barres mentre que el llapis òptic o el làser mesura la llum reflectida d'una freqüència específica procedent del mateix lector.

### Lectors de càmera
Els lectors d'imatges en dos dimensions són el tipus de lectors de codis de barres més nous. S'utilitza una càmera i tècniques de processament d'imatges per descodificar el codi de barres.
Els lectors de càmera de vídeo utilitzen petites càmeres de vídeo amb la mateixa tecnologia del CCD com en el lector de CCD excepte que en lloc de tenir una sola fila de sensors, hi ha càmera de vídeo amb centenars de fileres de sensors disposades en una matriu de dues dimensions de manera que puguin generar una imatge.
Els lectors de camps de visió amplis utilitzen càmeres d'alta resolució industrials per captar diversos codis de barres a la vegada. Tots els codis de barres que apareixen a la fotografia són descodificats a l'instant (Patents de Folke Ashberg: EAN-13 Image-Scanning] de ImageID i les eines de creació de codis) o mitjançant l'ús de connectors (p. ex.: Barcodepedia utilitza una aplicació d'Adobe Flash i una càmera web per consultar una base de dades), s'han realitzat diverses opcions per resoldre les tasques encomanades.

### Lectors omnidireccionals
L'escaneig omnidireccional utilitza una "sèrie de línies rectes o corbes de diferents direccions en la forma d'un centelleig, un patró de Lissajous, o altres disposicions multiangle que es projecten al símbols i en una o més són capaces de travessar totes les barres i espais del símbol, sense importar l'orientació."
Els lectors omnidireccionals gairebé tots utilitzen un làser. A diferència dels lectors làser simples d'una sola línia de codi, aquests utilitzen un patró de raigs en diferents orientacions que els permet llegir codis de barres que se li presenten en diferents angles. La majoria utilitzen un sol mirall giratori poligonal i un grup de diversos miralls fixos per generar els seus patrons d'anàlisi complexos.
Els lectors omnidireccionals són més familiars pels lectors horitzontals dels supermercats, on els productes llisquen a través d'una finestreta de vidre o safir. Hi ha una gamma diversa de diferents lectors omnidireccionals disponibles que poden ser utilitzats per a diferents aplicacions, que van des de l'ús d'anàlisi de codis de barres llegits a només uns pocs centímetres de distància fins al transportador d'escombrat industrial on el lector pot ser un parell o més de metres més lluny del codi. Els lectors omnidireccionals també són millors en la lectura de codis de barres mal impresos, arrugats, o fins i tot trencats.

### Càmeres de telèfons mòbils
Mentre que les càmeres de telèfons mòbils sense autofocus no són ideals per llegir els formats comuns dels codis de barres, hi ha versions de codis en 2D que són optimitzats per aquests dispositius, com el cas dels codis QR i els Data Matrix que poden ser llegits ràpid i acuradament independentment de l'autofocus.
Aquests permeten tot una sèrie d'aplicacions per als consumidors:
- Pel·lícules: Catàlegs de DVD/VHS
- Música: Catàlegs de CD, reproduir MP3 quan s'ha escanejat
- Catàlegs de llibres i dispositius.
- Productes alimentaris, informació sobre nutrició, fent llistes de la compra quan s'utilitza l'últim producte, etc
- Inventari de béns mobles (per l'assegurança i altres fins) que són escanejats en programari de finances personals. Més tard, les imatges escanejades es poden associar automàticament amb els objectes. Els codis de barres es pot utilitzar per eliminar ràpidament les còpies en paper que no hagin de ser retingudes per a fins fiscals ni en l'inventari d'actius.
- Si els minoristes posen els codis de barres als rebuts que permeten la descàrrega d'una còpia electrònica o codificada pel rebut complet en un codi de barres en 2D, els consumidors podrien fàcilment importar dades a les finances personals, l'inventari de la propietat, i programari de gestió. Els rebuts escanejats en un escàner poden identificar automàticament i s'associen amb les entrades apropiades en el programari de finances com a propietats.
- El seguiment dels consumidors des del punt de vista minorista (per exemple, programes de fidelització de targeta de consumidor seguiment de les compres en el punt de venda per haver de llegir un codi QR).

Estan apareixent tot una sèrie d'aplicacions empresarials que utilitzen telèfons mòbils:
- Control d'accés (per exemple, la validació d'entrada en zones), informes d'inventari (per exemple, el seguiment dels lliuraments), seguiment d'actius (per exemple, la lluita contra la falsificació).[3]

### Smartphones
- Els smartphones amb el sistema operatiu Android de Google a través tant en la seva pròpia aplicació de codis de barres, Google Goggles o de lectors realitzats per terceres persones com el "Scan".[4] El sistema operatiu Symbian de Nokia compta amb un lector de codi de barres,[5] mentre que hi ha el "mbarcode",[6] un lector de codis de barres per al sistema operatiu Maemo. En el iOS d'Apple, no està inclòs un lector de codi de barres de forma nativa, però hi ha més de cinquanta aplicacions de pagament i gratuïtes disponibles. Amb els dispositius BlackBerry, l'aplicació "App World" pot escanejar nativament codis de barres. El Windows Phone 7.5 és capaç d'escanejar codis a través de l'aplicació de cerca Bing.

## Dispositius domèstics per tipus
Els lectors domèstics es poden distingir la manera següent:
Lectors portàtilsamb una nansa i típicament un botó per la commutació de la font de llum.
llapis òptic (o tub òptic)un escàner amb forma de bolígraf.
Escàner fixmuntats a la paret o en taula on el codi de barres es passa per sota o al costat. Aquests es troben normalment en les caixes de supermercats i altres establiments.
Lector de posició fixaés un lector de codi de barres industrial que s'utilitza per identificar els productes durant la fabricació o logística. Sovint s'utilitza en les vies de transport per identificar les caixes o plataformes que han de ser enviades a un altre procés o lloc d'enviament. Una altra aplicació relacionada fa servir els lectors hologràfics amb una controladora de pes per llegir codis de barres de qualsevol orientació o col·locació, i es pesa el paquet. Aquest tipus d sistemes s'utilitzen en automatització industrial i agrícola per la gestió de la qualitat i transport.
Lector de PDA (o PDA Auto-ID)un ordinador de butxaca amb un lector de codi de barres integrat o un escàner de codi de barres adjunt.
Lector automàticun equip d'oficina per llegir documents amb codis de barres a alta velocitat (50.000/hora).
Lectors sense filsun lector de codi de barres sense fils que fa servir una bateria instal·lada en el seu interior i no està connectat a la xarxa elèctrica.

## Nous algorismes de descodificació de codis de barres

### Algorisme de descodificació de simbologia
L'Algorisme de Descodificació de Simbologia dels lectors de codis de barres és el primer algorisme basat en la descodificació per símbols. La nova tècnica utilitza la informació de la imatge sencera per detectar transicions en el senyal, mentre que l'algorisme tradicional es basa en els màxims i mínims. Els mètodes tradicionals són propensos als errors a causa que el mètode es basa en un derivat, sinó que també són sensibles al soroll i la confusió. L'Algorisme de Descodificació de Simbologia dels codis de barres van mostrar una alta resistència a la falta de definició i soroll quan es va provar en codis de barres universals. L'algorisme es pot estendre també per a l'ús en codis en dos 2D.

## Mètodes de connexió

### Primeres interfícies
Els primers escàners de codi de barres, de tots els formats, universalment utilitzaven la connexió comuna RS-232. Aquest era un mitjà elèctricament simples en connexió, i el programari per accedir-hi és també relativament senzill, encara que necessita ser programat per a equips específics pels seus ports sèrie.

### Interficies privatives
Hi ha alguns entorns menys comuns. Aquests es van utilitzar en gran majoria per sistemes TPV amb maquinari dedicat, en lloc d'utilitzar els ordinadors bàsics ja existents. En algunes d'aquestes interfícies, el dispositiu d'escaneig mostrava un senyal en brut de la mateixa intensitat que els lectors de codis de barres. A continuació, el dispositiu el descodificava. En alguns casos el dispositiu d'escaneig convertia la simbologia del codi de barres a un llenguatge que pugui ser reconegut pel sistema, com és el cas del Code 39.

### Connexions de teclats

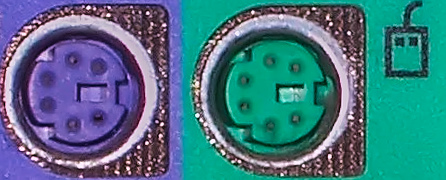
Connexions de teclat i ratolí PS/2

Amb la popularitat dels PCs i la seva interfície de teclat estàndard, es va fer cada vegada més fàcil de connectar maquinari físic a un PC i així hi ha una demanda comercial de manera similar per reduir la complexitat del programari associat. El maquinari de "intermediari" era connectat entre el teclat normal i l'ordinador, i els caràcters del codi de barres apareixien exactament com si s'haguessin escrit en el teclat. Això va produir l'afegiment de codis de barres senzills en lectura perquè els programes existents es fos molt fàcil utilitzar-los, sense cap necessitat de convertir o descodificar, encara que calen certa cura per l'usuari i és restrictiu en el contingut dels codis de barres que poden ser manejats.

### USB
Més tard, els lectors de codis de barres van començar a utilitzar connectors d'USB en lloc del port del teclat, ja que això es va convertir en una opció de maquinari més convenient. Per conservar la fàcil integració amb els programes existents, s'utilitzava un controlador de dispositiu anomenat "intermediari de programari", per emular el comportament del teclat, de l'antiquat maquinari de "teclat intermediari".
En molts casos es podia escollir entre les interfícies USB (HID, CDC). Alguns tenien Powered USB.

### Xarxa sense fils
Els lectors de codis de barres portàtils moderns són operats en xarxa sense fil d'acord amb IEEE 802.11g (WLAN) o IEEE 802.15.1 (Bluetooth). No obstant això, aquesta configuració limita el temps d'operació de la bateria o bateria recarregable i requereix recàrrega.

## Resolució
La resolució del lector és mesurada per la mida del punt de llum emesa. Si el punt de llum és més ample que qualsevol barra o espai en el codi de barres, llavors es superposen dos elements (dos espais o dos barres) i es pot produir una sortida equivocada. D'altra banda, si s'utilitza un punt de llum massa petit, llavors es pot malinterpretar qualsevol punt en el codi de barres fent que el resultat final sigui equivocat.
La dimensió més comunament utilitzada és de 13 mils (0.33 mm), encara que alguns lectors poden llegir els codis de dimensions tan petites com a 3 mils (0.075 mm). Els lectors de codis de barres més petits han de llegir-los impresos en alta resolució amb millor precisió.